# Firgas
Firgas egy község Spanyolországban, Las Palmas tartományban. Firgas Moya, Arucas, Teror és Valleseco községekkel határos. Lakosainak száma 7688 fő (2024).
Alig 15 km²-es területével ez Gran Canaria szigetének legkisebb községe. Neve az őslakók nyelvéből, az afurgad szóból származik, amelynek jelentése rét vagy növényes hely.

## Népesség
A település népessége az elmúlt években az alábbi módon változott:
| Lakosok száma | 6889 | 7060 | 7369 | 7524 | 7648 | 7618 | 7570 | 7455 | 7581 | 7688 |
|               | 2001 | 2004 | 2007 | 2009 | 2012 | 2014 | 2017 | 2019 | 2022 | 2024 |